# Andries Bonger
Andries Bonger (né le 20 mai 1861 à Amsterdam et mort le 20 janvier 1936  à Amsterdam)  est un assureur et collectionneur néerlandais qui fut le beau-frère de Théo van Gogh.  Sa collection comprenait des œuvres importantes d'Odilon Redon, de Vincent van Gogh, d'Émile Bernard, de Paul Cézanne et d'autres artistes de son époque. Elle était considérée comme une collection d'avant-garde du postimpressionnisme et du symbolisme français.

## Biographie
Andries Bonger est le fils d'un assureur d'Amsterdam, Hendrik Bonger, père de sept enfants. Il fréquente d'abord l'école française, puis une école de commerce. Après ses études, il s'installe en 1879 à Paris, où il est employé aux écritures dans une maison de négoce et commence à s'intéresser à l'art pictural. Il lie amitié avec le fils de l'écrivain Conrad Busken Huet, dont il fréquente le salon familial. Il fait la connaissance en 1882 de Théo van Gogh, marchand d'art, au Club néerlandais, avec qui il visite souvent le Louvre. Il lui présente sa sœur Johanna que Théo épousera en 1889. Théo lui fait connaître son frère Vincent en 1885. Celui-ci en fait mention dans sa correspondance avec son frère Théo, sous le nom d'André. Émile Bernard assiste à l'enterrement de Vincent van Gogh en 1890 à Auvers-sur-Oise. Ce dernier fait connaître à Bonger Odilon Redon avec qui il noue une amitié qui durera toute sa vie.
En 1892, Andries Bonger rentre aux Pays-Bas. Il habite d'abord à Hilversum, où il fait la connaissance des écrivains Louis van Deyssel et Johan de Meester. En 1899, il déménage à Amsterdam, puis à Aerdenhout en 1913 avec sa première femme. Il est  présenté en 1918 à Frans Erens avec qui il commence unecorrespondance, jusqu'en 1935. Bonger devient directeur associé de la branche assurance de la compagnie W.E. Mercier & Sickler, Bonger & Co., et directeur de la société d'assurance maritime De Zee. Il est président, puis président d'honneur pendant de longues années de l'Union des assureurs, et était considéré comme un expert distingué de l'assurance maritime. Il retourne vivre à Amsterdam en 1924. Après la mort de sa première femme, il se remarie en 1934 à Rome avec la baronne Françoise van der Borch van Verwolde, née De Hoogenkamp (1887-1975). Il a soixante-treize ans, elle en a quarante-sept.

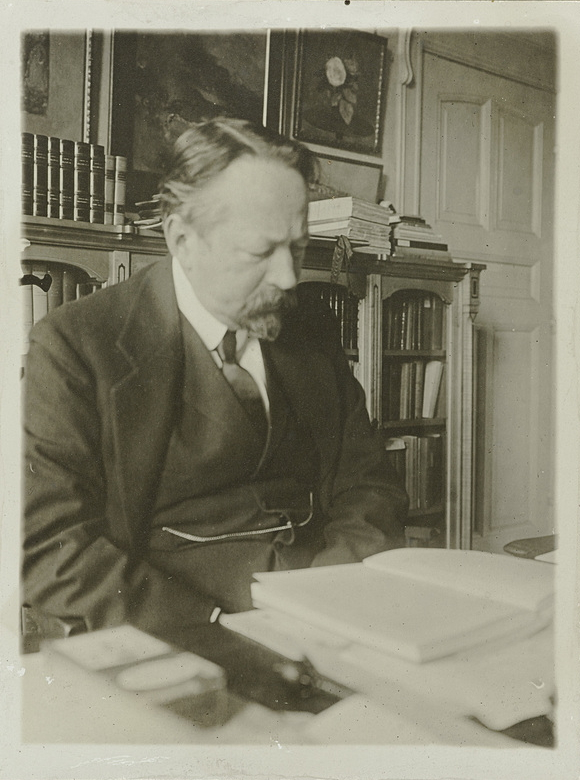
Andries Bonger à son bureau. Photographie, Rijksmuseum, Amsterdam, Pays-Bas

Bonger est connu dans toute l'Europe comme un grand collectionneur des tableaux d'Émile Bernard, de Van Gogh et de Cézanne qui était tenus pour des peintres d'avant-garde à cette époque. Il collectionne aussi des lithographies d'Odilon Redon. Il achète directement aux artistes (alors inconnus) qu'il connaît personnellement. Cette collection démarrée dans sa première partie entre les années 1893 et 1908 est alors l'une des plus importantes des Pays-Bas en ce qui concerne cette période de l'histoire de l'art.
Après sa mort, la collection passe à sa veuve. Quelques œuvres sont exposées dans des musées des Pays-Bas. Pendant la Seconde Guerre mondiale, la collection est cachée. Lorsque le restant de la collection est mis en vente en 1996 (principalement des œuvres d'Odilon Redon et d'Émile Bernard), l'État néerlandais le déclare comme bien culturel national et s'en porte acquéreur. La plupart des tableaux se trouvent aujourd'hui au Musée Van Gogh d'Amsterdam.
Andries Bonger est enterré au cimetière Zorgvlied d'Amsterdam.

## Source
- (de) Cet article est partiellement ou en totalité issu de l’article de Wikipédia en allemand intitulé « Andries Bonger » (voir la liste des auteurs).